# 石田利也
石田 利也（いしだ としや、1961年10月20日 - ）は、日本の警察官、剣道家（範士八段）。大阪府警察所属。元日本代表。
現在、大阪府警特別術科訓練剣道師範・監督。
神奈川県警・宮崎正裕警視のライバルとしても知られ、現役時代は「引き技の石田」の異名を取った。弟は石田洋二（大阪府警察）。

## 経歴
- 1961年（昭和36年）10月20日に大阪府堺市で誕生
- 「大阪威徳会」に入門
- PL学園中学校卒業
- PL学園高等学校卒業
- 大阪体育大学卒業
- 大阪府警察に奉職
- 2002年（平成14年）～：大阪府警察監督
- 2004年（平成16年）～2007年（平成19年）：NHK剣道解説者
- 2007年（平成19年）11月：八段審査に合格
- 2022年（令和3年）5月6日：剣道称号「範士」合格

## 戦績
全日本剣道選手権大会
- 1991年 - 第39回 3位
- 1992年 - 第40回 優勝
- 1995年 - 第43回 優勝

全日本選抜剣道七段選手権大会
- 1995年 - 優勝
- 1996年 - 優勝

全国警察選手権大会 ＜個人戦＞
- 1986年 - 優勝

全国警察選手権大会 ＜団体戦＞
- 1991年 - 優勝
- 1995年 - 優勝
- 1997年 - 優勝

世界剣道選手権大会 ＜団体戦＞
- 1988年 - 第7回 優勝
- 1991年 - 第8回 優勝
- 1994年 - 第9回 優勝
- 1997年 - 第10回 優勝

中倉旗内閣総理大臣杯
- 1995年 - 優勝
- 1997年 - 優勝

インターハイ ＜団体戦＞
- 1978年 - 優勝

全日本学生優勝大会 ＜団体戦＞
- 1982年 - 優勝

全日本学生選手権大会 ＜個人戦＞
- 1983年 - 優勝

## 指導実績
全日本剣道選手権大会
- 優勝（2007年：寺本将司・2012年:木和田大起）
- 第三位（2007年：佐藤博光・木和田大起／2009年：寺本将司）
- 優秀選手賞（2005年：松本誠・清家宏一／2008年：寺本将司／2009年：大石寛之）

全国警察剣道大会
- 優勝（2006年 - 2007年、2009年）
- 準優勝（2002年 - 2005年）
- 第三位（2008年）

全国警察剣道選手権大会
- 優勝（2003年：佐藤博光／2008年：木和田大起）
- 準優勝（2007年・2008年：寺本将司／2009年：木和田大起）
- 第三位（2005年：寺本将司／2006年：清家宏一・萩原寿矢）
- 第五位（2004年：中尾真吾・佐藤博光／2007年：萩原寿矢・清家宏一／2008年：古川耕輔）

## ビデオ・DVD
- 『最強七段戦 第15回全日本選抜剣道七段選手権大会』．スキージャーナル．
- 『勝者の戦術 第39回全日本剣道選手権』．スキージャーナル．
- 『好勝負十七番 第49回全日本剣道選手権大会』．スキージャーナル．
- 『全日本剣道選手権大会総集編1996～1999』．NHKエンタープライズ．
- 『全日本剣道選手権大会 総集編 2000～2003』．NHKエンタープライズ．